# ピクトン島・レノックス島・ヌエバ島

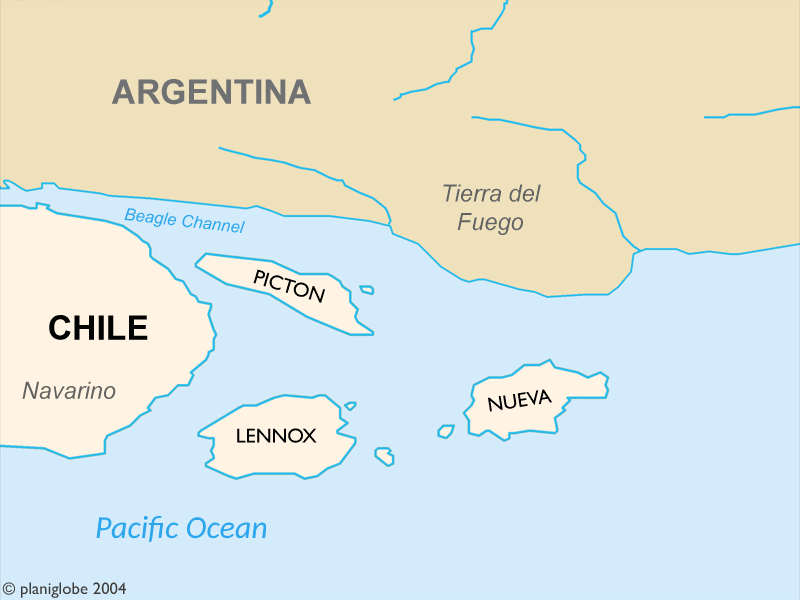
ピクトン島・レンノックス島・ヌエバ島周辺の地図

ピクトン島・レンノックス島・ヌエバ島（Islas Picton, Lennox y Nueva）は南アメリカの最南端、チリのマガジャネス・イ・デラ・アンタルティカ・チレーナ州にある小さな3つの無人島。

## 概要
ナバリノ島の近く、アルゼンチンティエラ・デル・フエゴ州フエゴ島の南岸に位置する。この島の
領海内には豊富な石油埋蔵量がある。
ビーグル水道の南という重要な場所に位置するため、これらの島はアルゼンチンも領有権を主張しチリと深刻な領土問題を起こした。両国はエリザベス2世による仲裁を受け入れた。1977年5月、エリザベス2世はこれらの島はチリ領であると判定した。アルゼンチンはこれを受け入れることを拒絶し、両国関係は非常に緊張したものとなった。1979年に両国はヨハネ・パウロ2世による仲裁に同意し1985年5月に平和友好条約を批准された。1983年に、アルゼンチンがラウル・アルフォンシン政権の下でチリとの歴史的な和解を進めて3島のチリ領有を認め、3島をめぐる領土問題は解決した。